# Orbellia hiemalis
Orbellia hiemalis är en tvåvingeart som först beskrevs av Friedrich Hermann Loew 1862.  Orbellia hiemalis ingår i släktet Orbellia och familjen myllflugor. Inga underarter finns listade i Catalogue of Life.